# Traktat w Nwarsak
Traktat w Nwarsak to porozumienie zawarte w Nwarsak w 484 roku między powstańcami ormiańskimi a Sasanidami. Stronami byli Wahan Mamikonian, przywódca Ormian oraz szach sasanidzkiej Persji Peroz I.
Postanowienia porozumienia dotyczyły sfery swobód, mających znaczenie dla kontynuacji tożsamości kulturowej Ormian i ich ustalenie było efektem między innymi determinacji podczas bitwy pod Awarajr.
Postanowienia układu to:
- wstrzymanie prześladowania Ormian
- gwarancja wolności religijnej dla chrześcijan ormiańskich
- zezwolenie na budowę nowych kościołów
- szeroka amnestia dla rebeliantów